# Lycostomus klapperichi
Lycostomus klapperichi là một loài bọ cánh cứng trong họ Lycidae. Loài này được Kleine miêu tả khoa học năm 1940.